# 薩爾條約
萨尔条约 (Saar Treaty)，又称卢森堡条约（德语：Vertrag von Luxemburg，法语：accords de Luxembourg），是法国与西德之间关于萨尔保护领回归西德所签订的协定。
法国外交部长克里斯蒂安·比诺和西德外交部长海因里希·冯·布伦塔诺于1956年10月27日在卢森堡签署该条约。在此之前，1955年10月23日的萨尔法令公投中，多數選民反對該法案。
当州议会宣布加入西德后，在1957年1月1日成立萨尔兰州。雙方都同意在經濟轉型期間，薩爾蘭州在1959年之前仍由法國控制。